# Elcysma
Elcysma là một chi bướm đêm thuộc họ Zygaenidae.

## Các loài
- Elcysma dohertyi (Elwes, 1890)
- Elcysma westwoodii – White-Tailed Zygaenid